# 平田伦敏
平田伦敏（日语：／ Hirata Noritoshi，1958年3月1日—），日本男子竞技体操运动员。他曾获得1984年夏季奥运会体操比赛男子团体全能铜牌。他也参加了1982年亚洲运动会。